# Comportamento antipredatório
O comportamento antipredatório é o comportamento assumido por qualquer espécie animal para se defender dos seus predadores. As diferentes manifestações deste comportamento por vezes assumem aspectos bizarros e aparentemente paradoxais.

## Assédio por aves

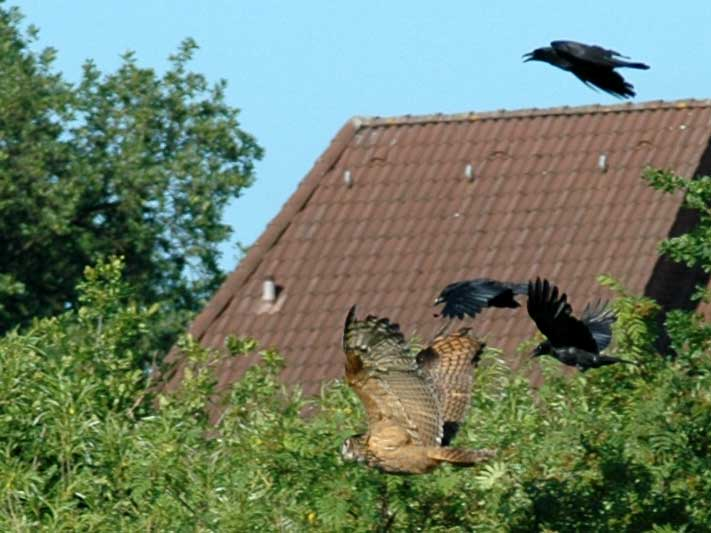
Bufo-real sendo atacado por gralhas-pretas

Uma das mais frequentes manifestações do comportamento antipredatório é o assédio feito por parte de algumas espécies aos seus próprios predadores, atacando ou importunando em grupo o predador. É mais frequentemente observado em aves, ainda que também ocorra em outros animais sociais. 
É um comportamento que é particularmente notável nas espécies cujas crias são vítimas frequentes dos predadores. Pode constituir um complemento a outras adaptações da descendência, tal como a camuflagem ou ocultação. O assédio é muitas vezes acompanhado de chamamentos para convocar outros indivíduos nas proximidades para cooperarem no ataque.
As aves que nidificam em colónias, tais como as gaivotas, atacam com frequência os intrusos, incluindo humanos. Este comportamento inclui voos rasantes sobre o intruso, voos picados, vocalizações estridentes e defecação sobre o predador. Este comportamento implica riscos de envolvimento directo com o predador assim como desgaste de energia no processo. O assédio poderá funcionar para reduzir a capacidade do predador de localizar os ninhos, isto é, como manobra de diversão, pois os predadores não se poderão concentrar a localizar os ovos enquanto estão sob ataque directo.
Observa-se com frequência bandos de pequenas aves passeriformes a importunar aves de rapina pousadas ou em voo. Este comportamento neutraliza completamente o elemento surpresa de um eventual ataque, reduzindo significativamente o seu potencial.

## Fuga exibicionista
A fuga exibicionista é também uma manifestação do comportamento antipredatório de certos animais em presença dos seus predadores. 
A cabra-de-leque, ao ser perseguida por um predador, tipicamente um leão ou chita, dá grandes saltos no ar, no que é chamado pronking (do africânder pronk = exibição), reduzindo a sua velocidade de fuga e a distância que a separa do predador. Este comportamento aparentemente paradoxal poderá transmitir ao predador ou potenciais parceiros o sinal de que a presa se encontra em muito boa forma física, levando-os a abandonar a perseguição. Esta hipótese é fundamentada pela observação: as chitas abandonam mais frequentemente as presas quando elas exibem este comportamento.

## Tanatose
Outro comportamento antipredatório denomina-se tanatose (do grego: θάνατος, tanatos = morte). Aqui, a presa finge-se morta, fazendo com que o predador, normalmente estimulado por movimento, diminua ou termine a sua acção predatória. Paralelamente à postura, alguns animais poderão emitir um cheiro desagradável, por vezes semelhante a matéria em decomposição. Também pode acontecer exibirem a parte ventral do seu corpo.
Este tipo de comportamento acorre em variados grupos, desde os insetos, passando pelos répteis até a mamíferos.